# Roodvleugelfrankolijn
De roodvleugelfrankolijn (Scleroptila levaillantii; synoniem: Francolinus levaillantii) is een vogel uit de familie fazantachtigen (Phasianidae). De wetenschappelijke naam van de soort is voor het eerst geldig gepubliceerd in 1825 door Valenciennes en als eerbetoon vernoemd naar François Levaillant.

## Voorkomen
De soort komt voor in het midden-oosten, midden-zuiden en zuiden van Afrika en telt 3 ondersoorten:
- S. l. kikuyuensis: van oostelijk Congo-Kinshasa tot het westelijke deel van Centraal-Kenia tot Angola en Zambia.
- S. l. crawshayi: noordelijk Malawi.
- S. l. levaillantii: Zimbabwe en oostelijk Zuid-Afrika.

## Beschermingsstatus
Op de Rode Lijst van de IUCN heeft de soort de status veilig.